# Либідь
Ли́бідь — легендарна сестра засновників Києва Кия, Щека та Хорива.

## Легенда

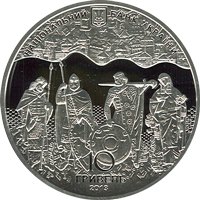
Кий, Щек, Хорив, Либідь на аверсі срібної монети НБУ "900 років «Повісті минулих літ», 2013

Легенда про заснування Києва називає Либідь не сестрою, а дочкою князя. За сюжетом, дівчина була прекрасна, як травневе сонце. З усіх країн світу з'їхалися молоді лицарі, князі й королевичі просити її руки. Та княжна й чути не хотіла про весілля. Мовляв, не піду, та й годі. Лицарі й королевичі хотіли звабити княжну своїм багатством, хоробрістю, силою. Не один наклав головою, щоб їй сподобатися, та все даремно. Тоді претенденти порадилися між собою, сіли на своїх коней і роз'їхалися. Більше до неї наречені не приїздили.
А за кілька років князь помер. Розкішний палац перейшов до наступного правителя, і Либідь мала звільнити замок. Вона збудувала собі хатинку за Києвом, на горі, й жила там самотньо. Але сумним видалося молодиці оте чернече життя. Дні й ночі вона плакала. З її сліз утворився струмочок, який згодом став річкою Либідь. А гора, де мешкала княжна, зветься відтоді Дівич-горою.

На відміну від братів, Либідь постає у негативному світлі. Це невипадково. У народній пам'яті вона залишилася як невірна дружина. Так, саме дружина, адже, згідно з іншими джерелами, вона зовсім не була старою дівою. Якщо вірити літописам, Либідь побралася з остготським королем Германаріхом, який володів Нижнім Придніпров'ям (ось чому, до речі, Нестор Літописець не повідомляє про її місце проживання — вона залишила Київ). Чоловік звинуватив дружину в невірності та безжально стратив. Обурені брати небіжчиці пішли війною на короля і смертельно його поранили.

## Вшанування пам'яті
Хоч як дивно, але з усіх чотирьох, що їх титулують засновниками Києва, саме Либідь присвячена більшість топонімів. Є річка з такою назвою, а неподалік розташовані однойменний готель та станція метро «Либідська». Також існує Либідська площа, Либідська та Володимиро-Либідська вулиці.
Либідські вулиці також є у містах Бориспіль, Переяслав, Ржищів, селі Новосілки та СТ «Кургани».